# 渾江 (鴨緑江支流)

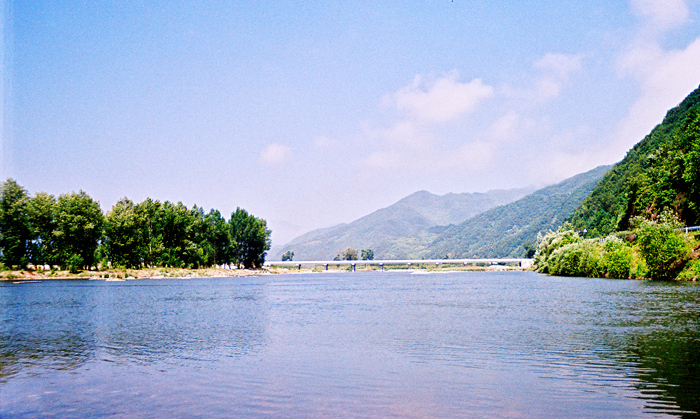
渾江の爬宝山橋（桓仁満族自治県爬宝山村）

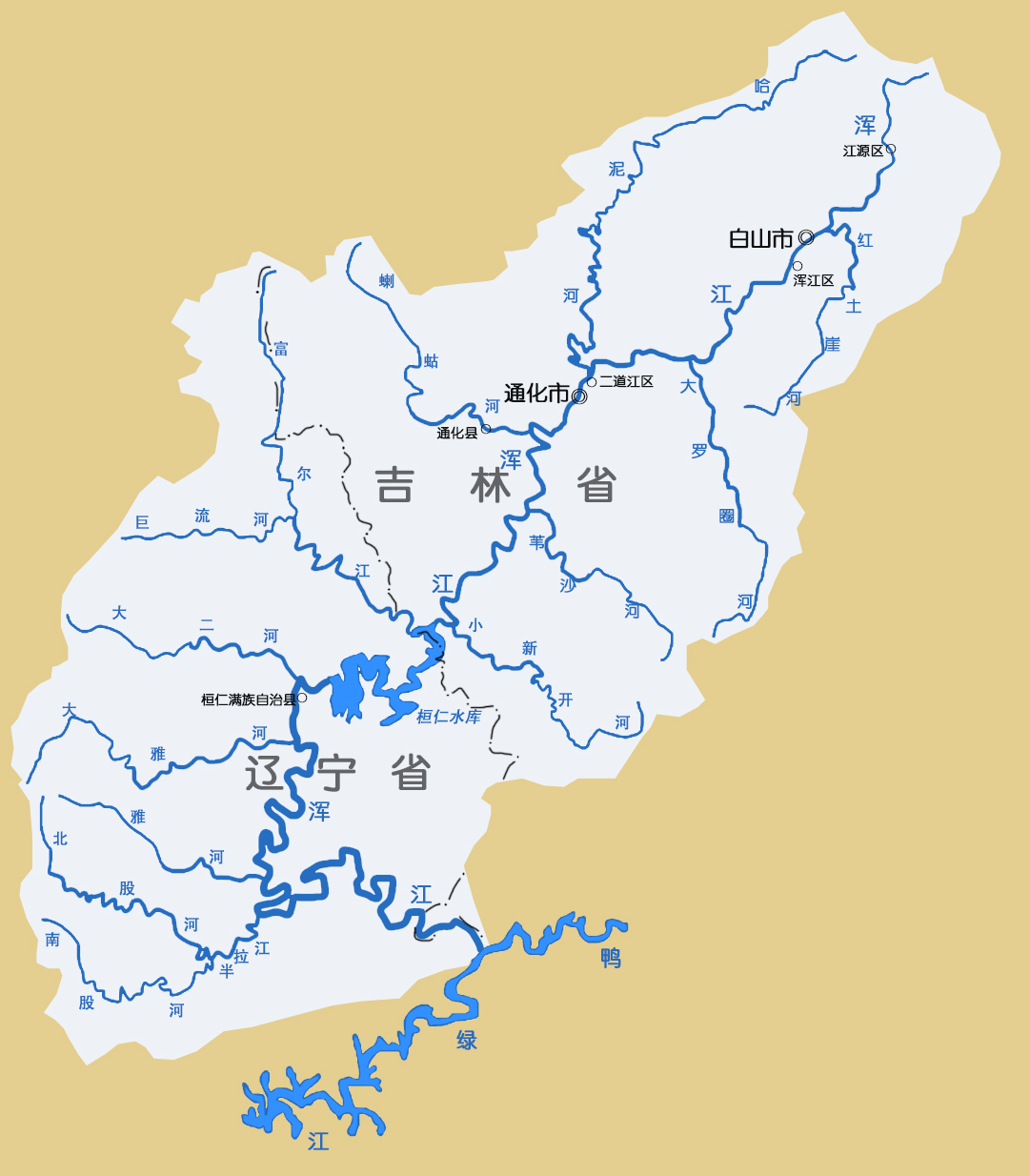
渾江の地図。最南部で鴨緑江へ流入。

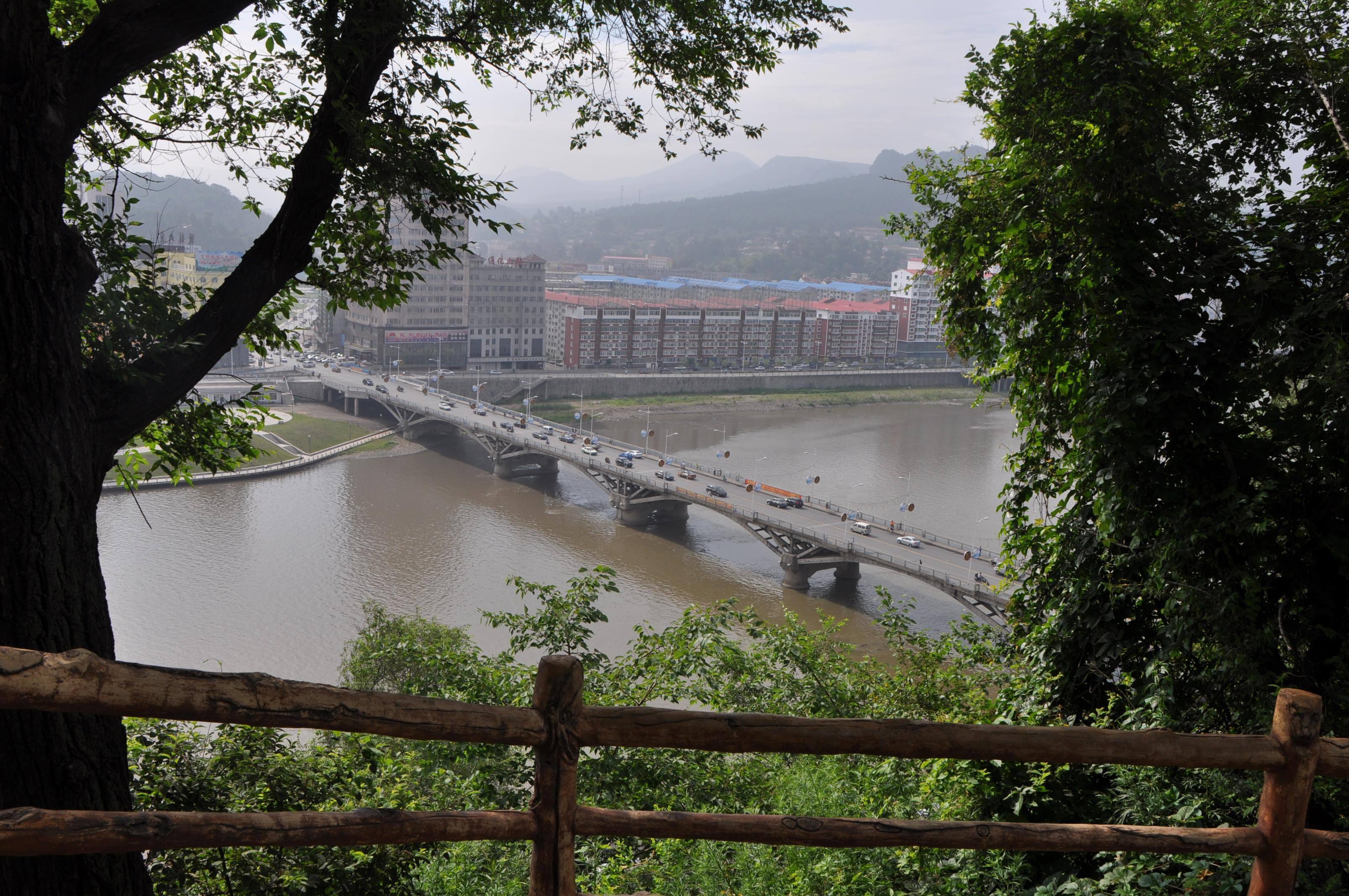
通化市玉皇山公園から渾江と町を見下ろす

渾江（コン-コウ, 簡体字：浑江, 拼音：hún jiāng） は、吉林省と遼寧省を流域とする河川で、鴨緑江の右岸最大の支流。

## 概要
渾江は、吉林省白山市江源区北西部の龍崗山に始まり、吉林省通化市と遼寧省桓仁満族自治県を通り、全長446.5キロを経て、桓仁満族自治県渾江村（北緯40度52分08秒 東経125度42分00秒 / 北緯40.8688888888度 東経125.7度座標: 北緯40度52分08秒 東経125度42分00秒 / 北緯40.8688888888度 東経125.7度）で鴨緑江に注ぐ。

## 名称
渾江流域は、満州族トゥンギャ部族（佟佳, tunggiya）の発祥の地である。従って、この川は満州語でトゥンギャ･ウラ（Tunggiya ula）として知られている。

### 歴史名称
- 婆諸江 (明實錄, 朝鮮實錄)[2]

## 歴史
渾江の流域は高句麗発祥の地である。

## 参照項目
- 渾河 (これは遼河水系)